# Ciohorăni (gmina)
Ciohorăni – gmina w Rumunii, w okręgu Jassy. Obejmuje tylko jedną miejscowość Ciohorăni. W 2011 roku liczyła 1781 mieszkańców.